# Kudahuraa (Kaafu-atol)
Kudahuraa is een van de onbewoonde eilanden van het Kaafu-atol behorende tot de Maldiven.